# Synchiropus phaeton
Synchiropus phaeton là một loài cá biển thuộc chi Cá đàn lia gai (Synchiropus) trong họ Cá đàn lia. Loài này được mô tả lần đầu tiên vào năm 1861.

## Phân bố và môi trường sống
S. phaeton có phạm vi phân bố rộng rãi ở Đông Đại Tây Dương. Loài cá này được tìm thấy từ quần đảo Azores và ngoài khơi Bồ Đào Nha, trải dài về phía nam, dọc theo bờ biển Tây Phi đến Gabon; bao gồm cả những quần đảo ở ngoài khơi Tây Phi; S. phaeton cũng được ghi nhận ở hầu hết Địa Trung Hải. Chúng được thu thập ở độ sâu khoảng từ 88 đến 848 m.

## Mô tả
Mẫu vật lớn nhất của S. phaeton có chiều dài cơ thể được ghi nhận là 18 cm, thuộc về một cá thể đực; cá cái có chiều dài cơ thể tối đa được ghi nhận là 12 cm. Chiều dài phổ biến thường thấy ở cá đực là 12 cm; ở cá cái là 8 cm.
Cơ thể của chúng có màu vàng nhạt, vàng cam hoặc hồng tươi với các vệt đốm. Vây lưng thứ nhất có đốm đen trên màng vây thứ ba (ở cả hai giới); vây lưng thứ hai màu trắng nhạt với các chấm đen. Vây hậu môn có dải đen ở rìa.
Số gai ở vây lưng: 4; Số tia vây mềm ở vây lưng: 9 - 10; Số gai ở vây hậu môn: 0; Số tia vây mềm ở vây hậu môn: 7 - 9; Số tia vây mềm ở vây ngực: 18 - 25.
Cá đực có tính lãnh thổ, thường hung hăng với nhau. S. phaeton ăn các loài động vật không xương sống nhỏ ở tầng đáy, chủ yếu là giun, ốc và động vật giáp xác.